# Patrick Head
Sir Patrick Head (* 5. Juni 1946 in Farnborough, Hampshire, England) ist ein britischer Ingenieur und war bis Ende 2011 beim englischen Williams-Formel-1-Team als leitender Ingenieur tätig. Er ist verheiratet, hat zwei Kinder und lebt mit seiner Familie in London.
Er sammelte früh Erfahrungen, als sein Vater in den 1950er Jahren mit Jaguar-Sportwagen Rennen fuhr. Head besuchte außerdem dieselbe Schule wie der spätere Rennfahrer James Hunt und der Lotus-Ingenieur Peter Wright, wenngleich sich die drei in ihrer Jugend niemals trafen.
Zunächst schlug er eine Militär-Laufbahn ein. Nach der Schule besuchte er das Old Royal Naval College in Dartmouth, studierte aber später Maschinenbau, erst in Birmingham, dann in Bournemouth und zum Schluss am University College in London.
Zu Beginn seines Berufslebens arbeitete er an der Seite von John Barnard für Lola Cars und dann für Ron Tauranac bei Trojan. 1977 ging Patrick Head als leitender Ingenieur zu Frank Williams. Wenig später wurde die Firma an Walter Wolf verkauft. Während seiner kurzen Zeit bei Wolf Racing arbeitete Head zusammen mit Harvey Postlethwaite. Ende 1978 verließ er Wolf Racing und gründete zusammen mit Frank Williams das Williams F1-Team. Zum Ende des Jahres 2011 zog er sich ganz aus dem Rennstall, den er mit Frank Williams gegründet hatte, zurück. Im Jahr 2019 wurde seine Rückkehr in beratender Funktion angekündigt.
Am 12. Juni 2015 wurde Patrick Head von Elisabeth II. zum Knight Bachelor geschlagen und führt seitdem den Namensvorsatz Sir.